# Patrick Leung
Pour les articles homonymes, voir Leung.
Patrick Leung (梁柏堅) est un réalisateur hongkongais né en 1959 à Hong Kong.

## Biographie
Il débute en 1989 en tant que premier assistant réalisateur de John Woo pour The Killer, puis continue sa collaboration avec le cinéaste l'année suivante en tant que coscénariste et producteur associé d' Une balle dans la tête, puis en 1992 en tant que réalisateur de seconde équipe d'À toute épreuve.

## Filmographie
- 1996 : Somebody Up There Likes Me (Lang man feng bao)
- 1996 : Beyond Hypothermia (Sip si 32 doe)
- 1997 : Task Force (Yit huet jui keung)
- 2001 : Born Wild (Ye shou zhi tong)
- 2001 : La Brassière (Chuet sai hiu bra), coréalisé avec Chan Hing-Ka
- 2002 : Mighty Baby (Chuet sai hiu B), coréalisé avec Chan Hing-Ka
- 2002 : Demi-Haunted (Wan bok lut chaai)
- 2003 : My Horny Girl Friend
- 2003 : Good Times, Bed Times (Luen seung lei dik chong), coréalisé avec Chan Hing-Ka
- 2004 : The Twins Effect 2 (Fa dou daai jin), coréalisé avec Corey Yuen